# Ner d'Ala
Le ner d'Ala est un cépage de cuve noir.
Le cépage est un peu cultivé en vallée d'Aoste dans les communes de Issogne, Verrès, Montjovet et Arnad. 
Le ner d'Ala fait partie d'une famille de cépages typiques des régions alpines du Valais et de la vallée d'Aoste. Les autres cépages sont le bonda, le completer, le cornalin d'Aoste (ou humagne rouge), le cornalin du Valais, le crovassa, le durize, le eyholzer, le fumin, le goron de Bovernier, le himbertscha, l'humagne blanche, le lafnetscha, le mayolet, la petite arvine, le petit-rouge, le planscher, le premetta (ou prié rouge), le prié blanc, le rèze, le roussin, le roussin de Morgex, le vien de Nus et le vuillermin.

## Cycle végétatif
Les valeurs ont été relevées entre 1996 et 1998 dans le hameau Breil (Châtillon) à une altitude de 550 m NN en exposition sud:
- Débourrement: 18 avril
- Floraison: 13 juin
- Véraison: 25 août
- Maturation: 8 octobre

Synonymes: gros vien, nerdela et vernassa
Origine: cépage autochtone provenant de la vallée d'Aoste